# Lüneburger Saline

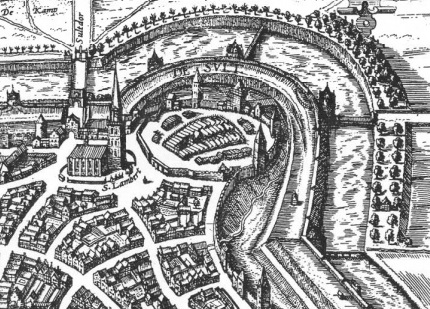
Lüneburger Saline im Südwestbogen der Stadtbefestigung; Stadtkarte um 1598 (nach Süden ausgerichtet); links (östlich) St. Lamberti

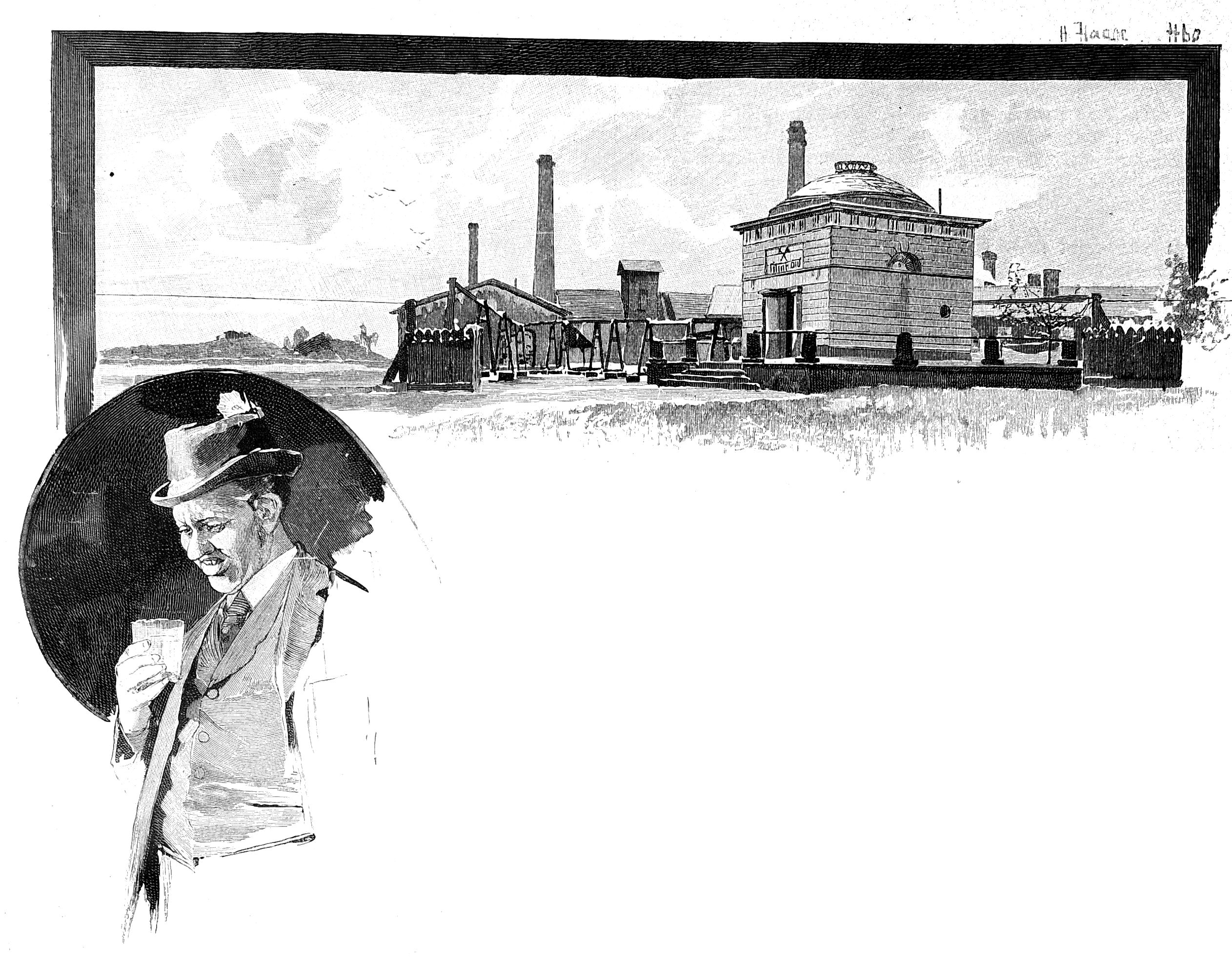
Die Saline zu Lüneburg in einer Zeichnung von Hermann Haase (1896)

Die Lüneburger Saline war eine Anlage, die in Lüneburg bis 1980 der Salzgewinnung diente. Ablagerungen des 250 Millionen Jahre alten Zechsteinmeers liegen bei Lüneburg relativ oberflächennah und konnten daher schon frühzeitig mit einfachen Mitteln abgebaut werden.
Der Legende nach erlegte ein Jäger eine schneeweiße Wildsau, deren Farbe durch kristallisiertes Salz zustande gekommen war. Die Sau habe sich in einer Salzquelle gesuhlt, so sei die erste Salzquelle ungefähr im Jahr 800 in Lüneburg entdeckt worden.

## Funktion
Seit dem 12. Jahrhundert bestimmte die Salzgewinnung das Leben der Stadt Lüneburg. Speisesalz war zu dieser Zeit sehr wertvoll. Es wurde in der Einheit Chor (1 Chor = 554,32 kg) gemessen, wobei ein Chor etwa 300 Reichsmark entsprach. Die Saline, die sich zwischen Sülzwiese und Kalkberg befand und ihr Haupttor am Lambertiplatz hatte, war von starken Mauern und hohen Türmen umgeben.
Zur Förderung des Salzhandels wurde unter anderem der Stecknitzkanal und ein Kran am heutigen Stint, einem ehemaligen Stint-Markt am Hafen, gebaut. Der Platz Am Sande, im Mittelalter ungepflastert jedoch sandig, diente den Kaufleuten als Handelsplatz für ihre Waren, unter anderem auch für Salz.

## Aufbau der Saline
Das Zentrum bildete der von 54 Siedehütten umgebene Sod (= Salzbrunnen). Die je vier Siedepfannen der Siedehütten, die nach ihren ersten Besitzern benannt waren, wurden über Rinnen und Kanäle mit Sole versorgt. Die Sole wurde mit Eimern aus der Siedekammer an die Oberfläche befördert und von dort aus auf die 216 Siedepfannen verteilt. Auf dem Siedegelände befand sich außerdem eine dem Kleinverkauf dienende Salzbude sowie eine für gerichtliche Salzangelegenheiten zuständige Zollbude.

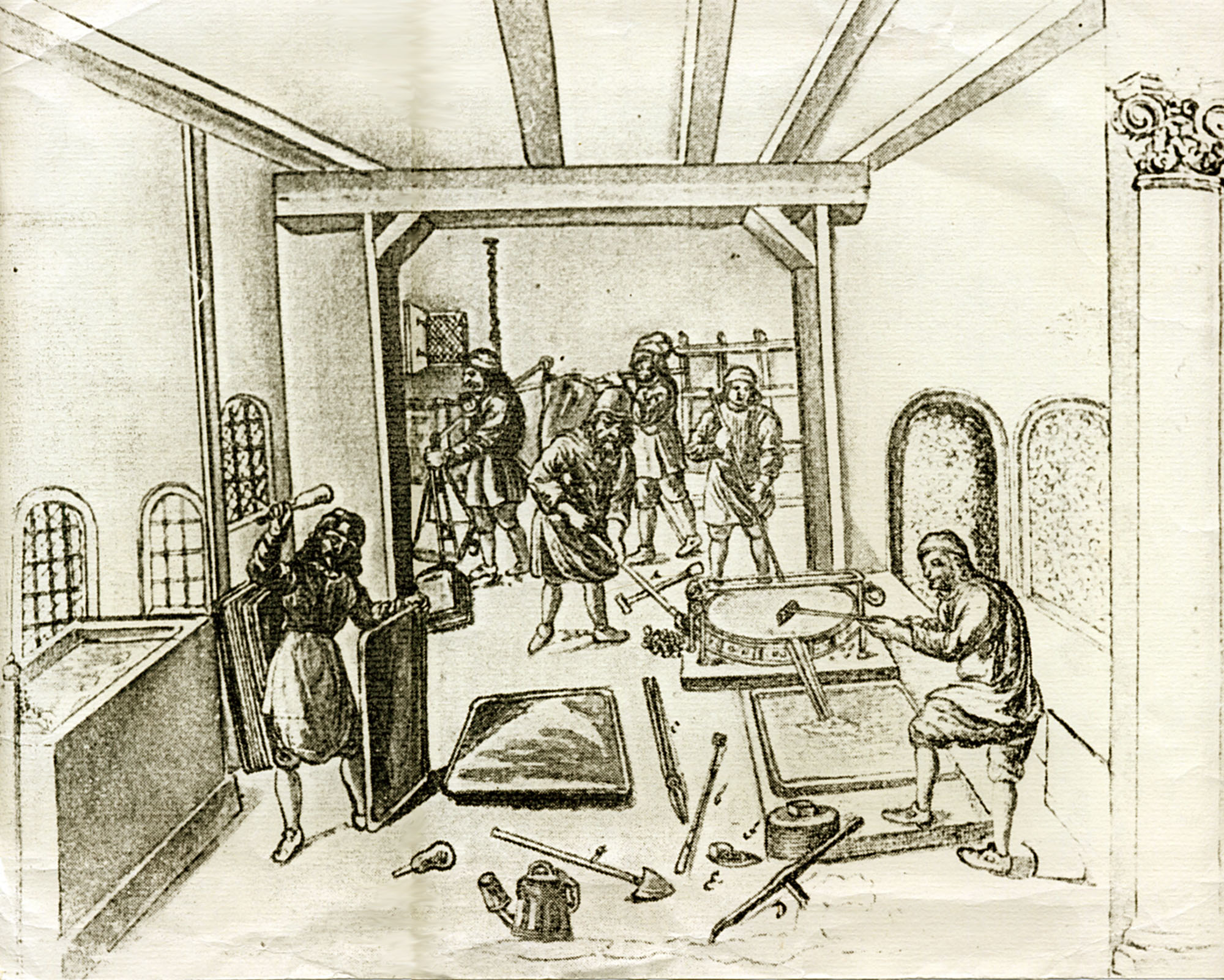
Pfannenschmiede der mittelalterlichen Saline

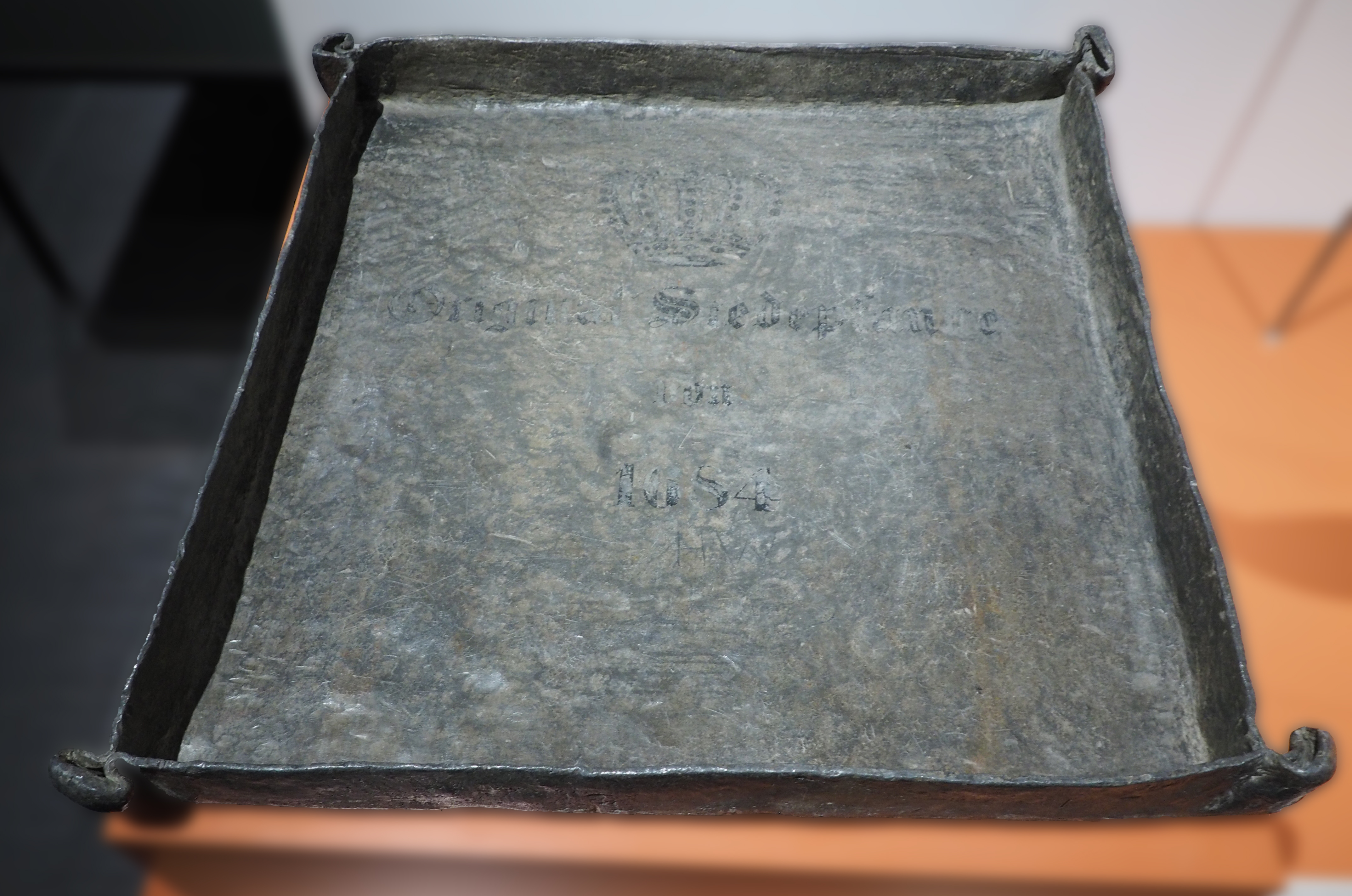
Siedepfanne der Lüneburger Saline (um 1775?), das einzig erhaltene Exemplar von rund 340.000 gleichartigen Stücken

## Besitzverhältnisse
Die Eigentümer der Pfannen wurden Sülzbegüterte genannt und waren nicht unbedingt in Lüneburg ansässig. Sie besiedeten ihre Pfannen nicht selbst, sondern verpachteten sie an in Lüneburg ansässige Siedeberechtigte. Wenn ein Siedeberechtigter mindestens vier Pfannen gepachtet hatte, wurde er Sülzmeister genannt und hatte Anspruch auf eine eigene Siedehütte. Allerdings durfte ein Siedemeister nie mehr als zwei Hütten, also acht Pfannen, besieden. Die Pacht belief sich auf die Hälfte des Siedepfannenertrages.
Anfang des 13. Jahrhunderts teilten sich die Sülzbegüterten in Geistliche und Adlige auf. Zwischen den Jahren 1250 und 1320 erfolgte der zunehmende Anstieg bürgerlicher Besitzanteile, der parallel verlief zur Abnahme der adligen Sülzbegüterten. 1370 war der bürgerliche und geistliche Pfannenbesitz annähernd gleich, wobei allerdings schon 100 Jahre später drei Viertel der Pfannen den geistlichen Sülzbegüterten gehörte, die man Prälaten nannte.
Neben den Sülzbegüterten und Siedeberechtigten gab es noch den Barmeister und den Sodmeister. Der Barmeister war der Vorsteher der Pfannenschmiede (= Bare), in der die Pfannen gegossen wurden. Er wurde von den Sülfmeistern und dem Stadtrat gewählt. Der Sodmeister sorgte für die Verteilung der Sole und wurde von den Sülfbegüterten und dem Stadtrat gewählt.

## Sülzhilfe
Die Sülzhilfe war eine Steuer der Prälaten an den Rat zur Verminderung der Stadtschulden.
Hierbei mussten die geistlichen Sülzbegüterten einen Teil ihrer Salineneinkünfte abgeben, beginnend bei dem zehnten Teil des Pfennigs, der Anteil erhöhte sich im Laufe der Zeit bis hin auf ein Viertel des Pfennigs.
Obwohl im Jahr 1442 schon der vierte Teil ihrer Salineeinkünfte gezahlt wurde, konnten die Stadtschulden nicht gedeckt werden.
Aus diesem Grund sollte ab dem Jahr 1445 die doppelte Sülzhilfe gezahlt werden, das heißt, der zweite Teil des Pfennigs musste an den Rat abgegeben werden. Vor allem die Butenländischen, wie auch der Lüneburger Propst Scharper, zeigten ihr Misstrauen gegenüber dem Rat, indem sie die Abgabe der geforderten Summe der Sülzhilfe verweigerten. Aus diesem Konflikt entwickelte sich der Lüneburger Prälatenkrieg.